# Ammoudi

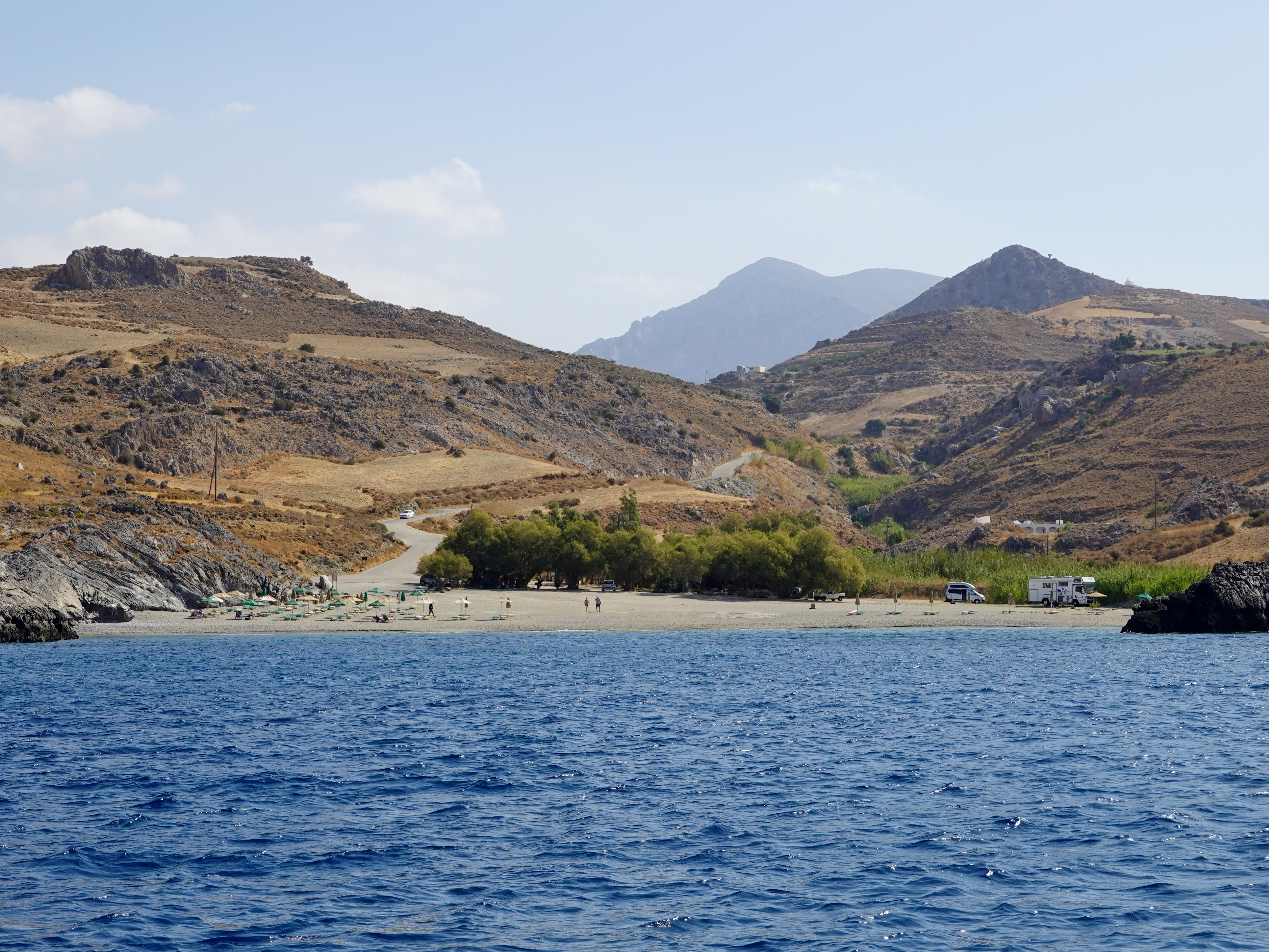
Ammoudi

Ammoudi (griechisch Αμμούδι ‚Sandstrand‘) ist eine Bucht an der Südküste der griechischen Mittelmeerinsel Kreta. Sie liegt in der Gemeinde Agios Vasilios des Regionalbezirks Rethymno, etwa drei Kilometer östlich von Plakias, dem Sitz des Gemeindebezirks Finikas.

## Geografische Lage
Ammoudi ist eine Nebenbucht der größeren Bucht von Damnoni. Der Strand von Ammoudi liegt zwischen Damnoni im Nordwesten und der Bucht von Schinaria im Südosten. Auf halber Strecke zwischen Damnoni und Ammoudi befinden sich noch zwei kleinere Buchten mit Stränden, Ammoudaki oder Mikro Ammoudi (‚Kleiner Sandstrand‘) und Klisidi, auch „Einstein“ genannt, nach einem Felsen im flachen Wasser. Am Ostrand von Ammoudi mündet der Bach Elliniko ins Meer, dessen Zufluss bei der Ortschaft Lefkogia entspringt.

## Beschreibung

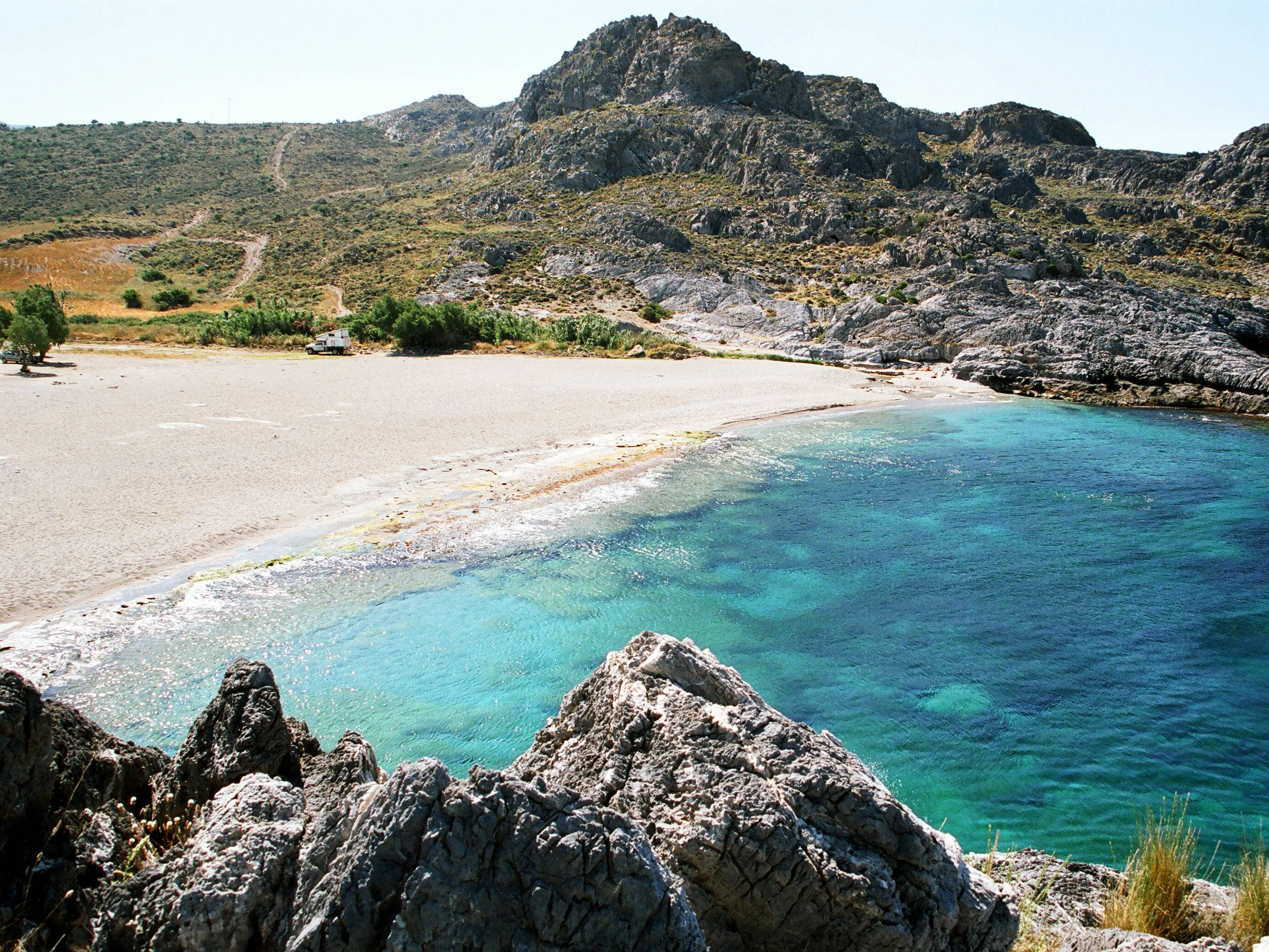
Strand von Ammoudi

Der etwa 100 Meter lange und 50 Meter breite Strand von Ammoudi besteht aus kleinen Kieselsteinen und wird in der Mitte durch eine größere Felsplatte im flachen Wasser geteilt. Die Bucht wird von der felsigen Küste eingerahmt. Im hinteren Bereich stehen einige niederwüchsige Tamarisken-Bäume, die den Blick in Richtung Hotel „Ammoudi“ abschirmen, das sich etwa 500 Meter vom Strand entfernt befindet.

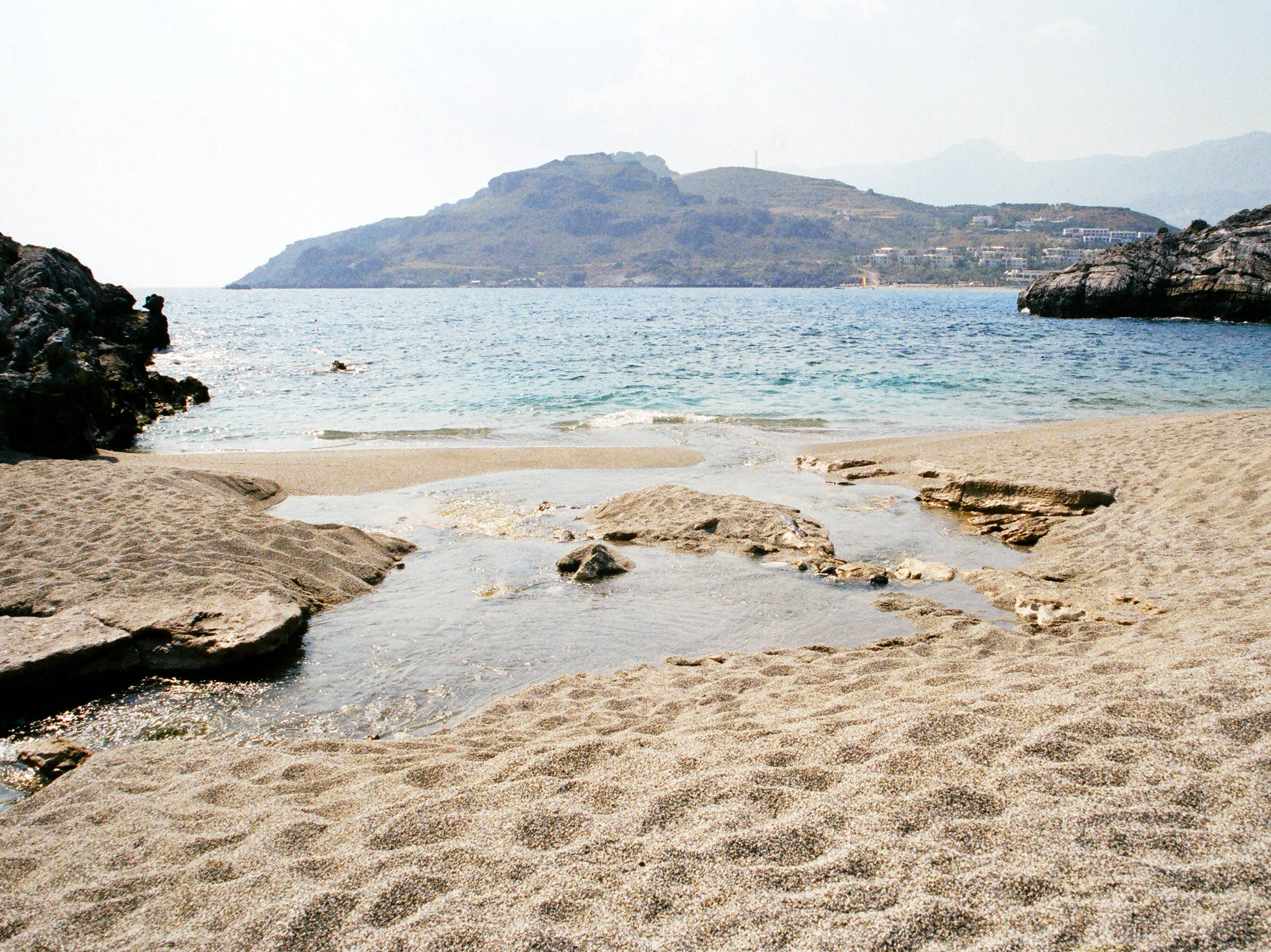
Mündung des Baches

In der Saison werden beidseitig der Felsplatte am Strand Liegen und Sonnenschirme verliehen. An der nördlichen Felswand steht eine Stranddusche. Der östliche Strandabschnitt an der Mündung des Baches dient als Zugang für Taucher. In der Nebensaison wird hier teilweise auch ohne Badebekleidung gebadet. Unter den Tamarisken an der Ostseite des Strandes ist ein Imbiss eingerichtet.
Die Mündung des Baches befindet sich an der Südseite des Strandes. Durch den Einfluss der Meeresbrandung verändert der Mündungsbereich ständig seine Form. Im flachen schilfbestandenen Wasser des Baches in Strandnähe sind Schildkröten anzutreffen, die zur Art der Kaspischen Bachschildkröte gehören. Auch Süßwasserkrabben kann man häufig am Strand beobachten.
Der Uferweg in Richtung Westen zum etwa 500 Meter entfernten Damnoni führt an den beiden kleinen Stränden Klisidi und Ammoudaki vorbei. Sie liegen inmitten der felsigen Klippen und sind über steile Abstiege erreichbar. Hier wird auch in der Hauptsaison nackt gebadet. Am Strand von Ammoudaki (Mikro Ammoudi) werden wie am Ammoudi-Strand Liegen und Sonnenschirme verliehen.

Strandansichten
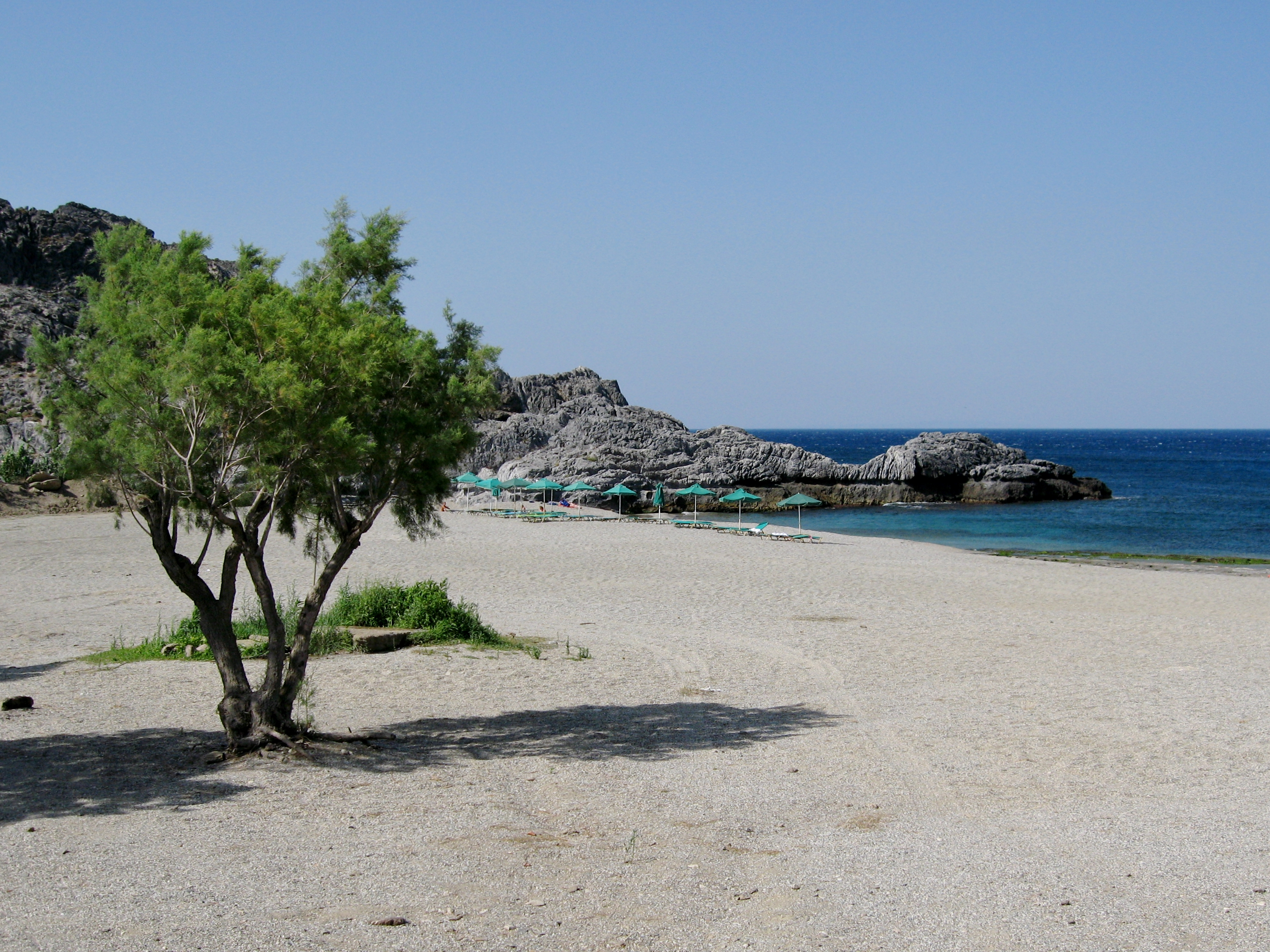
Ammoudi
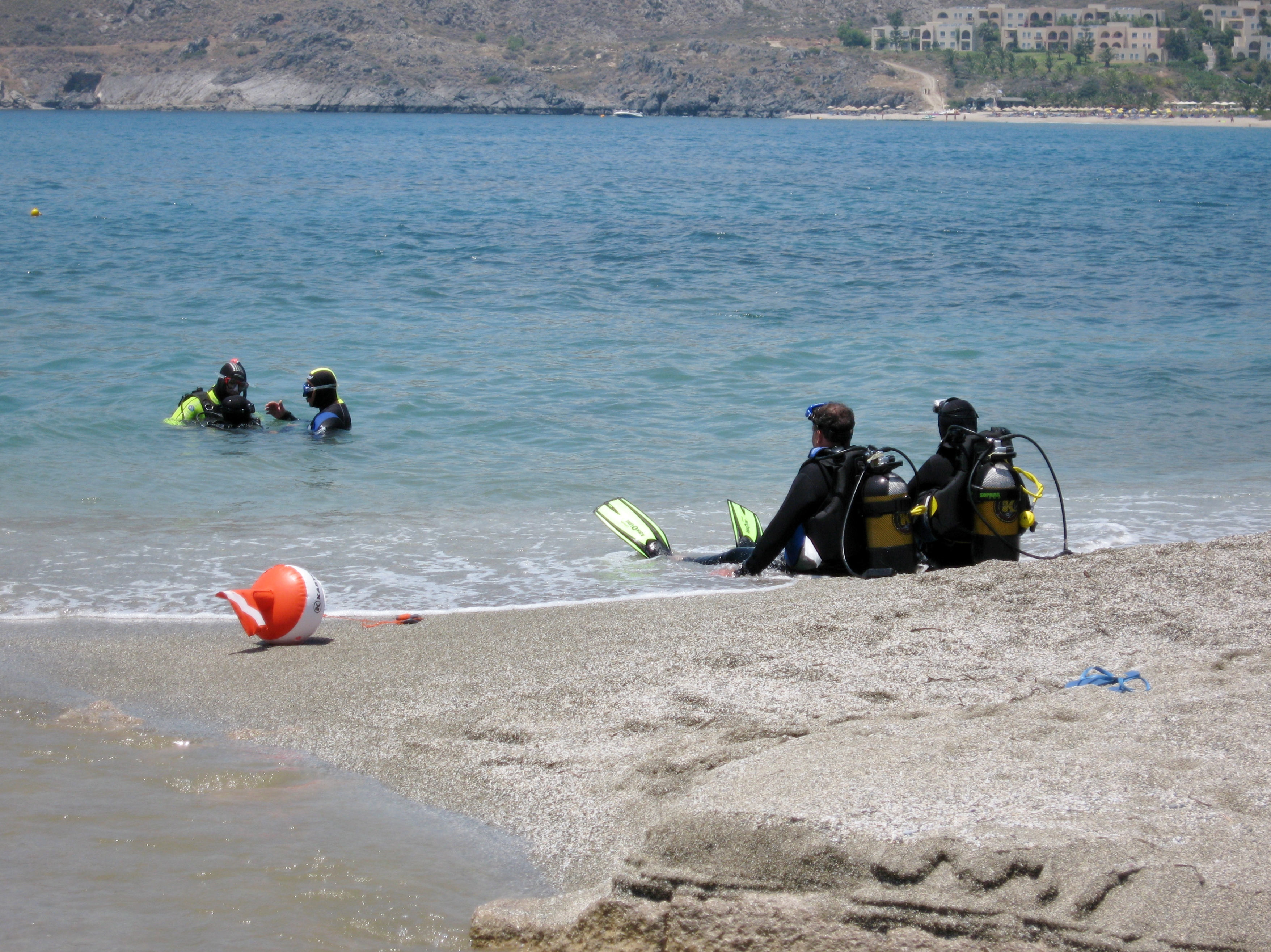
Tauchereinstieg
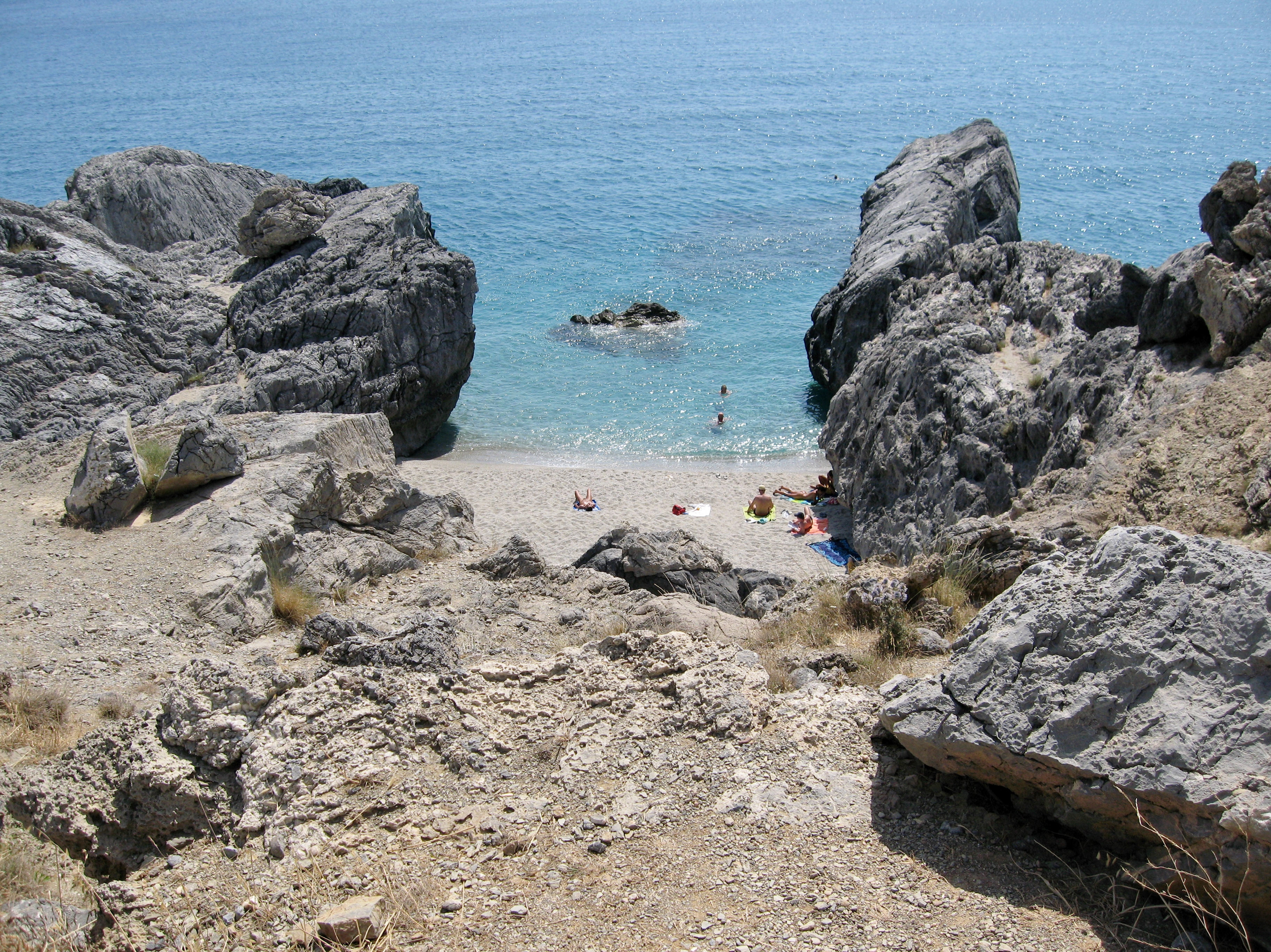
Klisidi
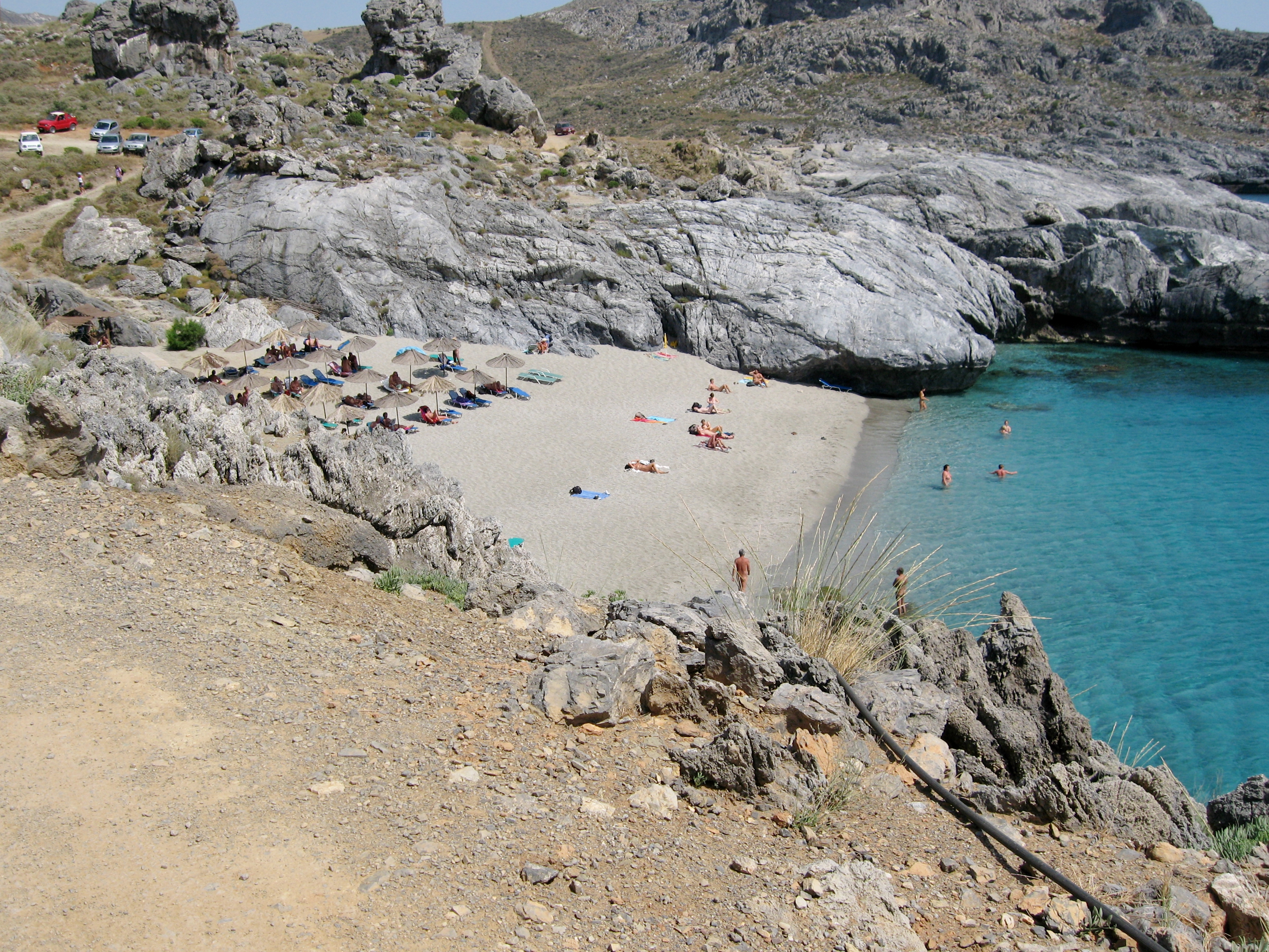
Ammoudaki

## Zugang
Zu erreichen ist Ammoudi über eine ausgeschilderte asphaltierte Straße, die von der Straße zwischen Lefkogia und Plakias etwa 600 Meter hinter Lefkogia nach Süden abzweigt. Die ungefähr 1,5 Kilometer lange Straße führt durch eine kleine Schlucht, in der sich das Hotel „Ammoudi“ befindet. Am Strand geht die  Straße in einen unbefestigten Weg über, der zur Nachbarbucht Damnoni führt.